# Korrespondance (el)
Korrespondancetænding gør det muligt at tænde lyset et sted, og slukke det et andet sted. Ved mange kontakter, fx i en opgang, kan anvendes kip-relæer i stedet for.

## A-korrespondance
En faseledning går kun til den første korrespondancekontakt. Korrespondancekontakterne forbindes med to ledninger. Krydsningskontakter kan indsættes imellem for at få en ekstra betjeningsmulighed. Tegningerne nedenunder viser en enkelt krydsningskontakt (B).
| slukket | tændt |
| ------- | ----- |
|         |       |
|         |       |
|         |       |
|         |       |

## B-korrespondance
Ved B-korrespondance går der en faseledning til begge korrespondancekontakter, samtidigt er kontakterne forbundet med én skinneledning.
Krydsningskontakter kan også indsættes i denne korrespondancetype (men det er ikke vist i diagrammet).

## C-korrespondance
Ved C-korrespondance skifter hver omskifter mellem fase og nul. Når begge sider af pæren er forbundet til fase, er pæren slukket, samtidig med, at der er farlig spænding på pæren.
Denne metode er derfor ulovlig til stærkstrøm, da man kan risikere at få stød ved pæreskift.
Desuden kan der opstå kortslutning mellem fase og nul i omskifterne hvis de ikke overholder kravet "bryde-før-slutte".  Så teknisk set er denne korrespondancetype heller ikke så velegnet.